# Takaya Ōishi
Takaya Ōishi (大石 尚哉 Ōishi Takaya?,  nacido el 7 de julio de 1972 en Shimizu (actualmente Shizuoka), Shizuoka) es un exfutbolista japonés. Jugaba de guardameta y su último club fue el Jatco de Japón.

## Trayectoria

### Clubes
| Club                | País  | Año         |
| ------------------- | ----- | ----------- |
| Verdy Kawasaki      | Japón | 1995 - 1998 |
| Sanfrecce Hiroshima | Japón | 1998        |
| Yokohama FC         | Japón | 1999 - 2000 |
| Jatco               | Japón | 2001 - 2002 |

## Palmarés

### Títulos nacionales
| Título             | Club           | País  | Año  |
| ------------------ | -------------- | ----- | ---- |
| Copa del Emperador | Verdy Kawasaki | Japón | 1996 |